# Synaphris agaetensis
Synaphris agaetensis is een spinnensoort uit de familie Synaphridae. De soort komt voor op de Canarische Eilanden.